# Aristolochia rzedowskiana
Aristolochia rzedowskiana es una especie de planta perteneciente a la familia Aristolochiaceae. El epíteto específico está dedicado en honor al Dr. Jerzy Rzedowski Rotter, como reconocimiento por sus aportaciones a la botánica en México.

## Clasificación y descripción
Plantas perennes, procumbentes, de 1-2 m de largo; raíz principal axonomorfa; hojas pecioladas, auriculiformes, obovadas, base bilobada, lóbulos redondeados, agudas a acuminadas en el ápice, haz finamente escabroso, envés esparcidamente piloso, nervaduras principales y el borde pilosos, nervación actinódroma basal; pecíolo piloso de (0,8)1-1,5(2) cm de largo, 0,7-1 mm de grueso; lámina de (3)4-8(11) cm de largo, (1,5)3-4(5) cm de ancho; flores de olor fétido, 1-2 flores axilares, pedúnculo bracteolado, de (4)5-8,5(12) mm de largo y 1-1,5 mm de grueso, bractéolas lanceoladas, pilosas, de (4)5-7(11) mm de largo, 2-3,5(5) mm de ancho; perianto de 3,5-5 cm, la parte basal forma con la parte apical un ángulo de 150°, rojizo, la garganta pálido-amarillenta con puntos oscuros, hipantio no evidente, limbo cordiforme, lanceolado, reflexo o recto, más largo que ancho, 5-nervado, entero, obtuso o atenuado hacia el ápice, de 2,5-3,5 cm de largo, 1-1,5 cm de ancho, rojizo, papiloso-reticulado, excepto en la garganta, tubo doblado 80°-90°, piloso en los nervios reticulados purpúreos, con una protuberancia en la parte basal junto al utrículo, de color verde a purpúreo, de (1,0)1-1,5(2) cm de largo, 2,5-3,5 mm de diámetro, utrículo oblongo-elipsoide, de 5-8 mm de largo, 4-6 mm de diámetro; ginostemo 5-lobado, subestipitado, de 1,5-2,5 mm largo, 1,5-2 mm de diámetro, estípite de 0,6-1 mm de largo, 0,5-1 mm de diámetro, estambres 5, tetraloculares, anteras de 1-1,4 mm de largo, 0,4-0,6 mm de ancho; ovario piloso, de 5-7(8) mm de largo, 1,5-2 mm de diámetro; fruto capsular, subgloboso, septífraga marginal basípeta, de 1,8-2,5 cm de largo, 1,8-2,0 cm de diámetro; semillas numerosas (40-50 por fruto), triangulares, de color café, de 4-5 mm de largo, 4-6 mm de ancho, 1 mm de grueso, la superficie ligeramente tuberculada.

## Distribución
En los municipios de Cabo Corrientes, Puerto Vallarta, San Sebastián del Oeste y Talpa de Allende del estado de Jalisco, México.

## Ambiente
Bosque tropical subcaducifolio con las especies arbóreas predominantes: Brosimum alicastrum, Astronium graveolens, Ficus insipida, Cecropia obtusifolia, Couepia polyandra, Acacia polyphylla, Cymbopetalum hintonii, Enterolobium cyclocarpum, Hura polyandra, Sapium macrocarpum, Randia armata, Bursera simaruba, Luehea candida, también en bosque de encino con Quercus magnoliifolia, Q, resinosa, Q, castanea, Q, gentryi, Q, elliptica y Lysiloma acapulcense.